# Krivulja četrte stopnje
Krivulja četrte stopnje (tudi kvartna krivulja) je ravninska krivulja četrte stopnje. Krivulja je določena z enačbo
{\displaystyle Ax^{4}+By^{4}+Cx^{3}y+Dx^{2}y^{2}+Exy^{3}+Fx^{3}+Gy^{3}+Hx^{2}y+Ixy^{2}+Jx^{2}+Ky^{2}+Lxy+Mx+Ny+P=0.}
Enačba vsebuje 15 konstant. Prostor enačb četrte stopnje definira realni projektivni prostor, ki ga označujemo z {\displaystyle \mathbb {RP} ^{14}}. Obstoja natančno ena enačba četrte stopnje, ki poteka skozi 14 različnih točk, ki se nahajajo v 14 različnih splošnih položajih, ker ima enačba četrte stopnje 14 prostostnih stopenj.  